# Ojstrica
L'Ojstrica con 2.350 m s.l.m. è una cima delle Alpi di Kamnik e della Savinja della sezione Alpi di Carinzia e di Slovenia, si trova all'interno della valle di Logar.

## Storia
Ernest Joanelli fu il primo a scalare la montagna del 1823.